# علم المسالك والممالك

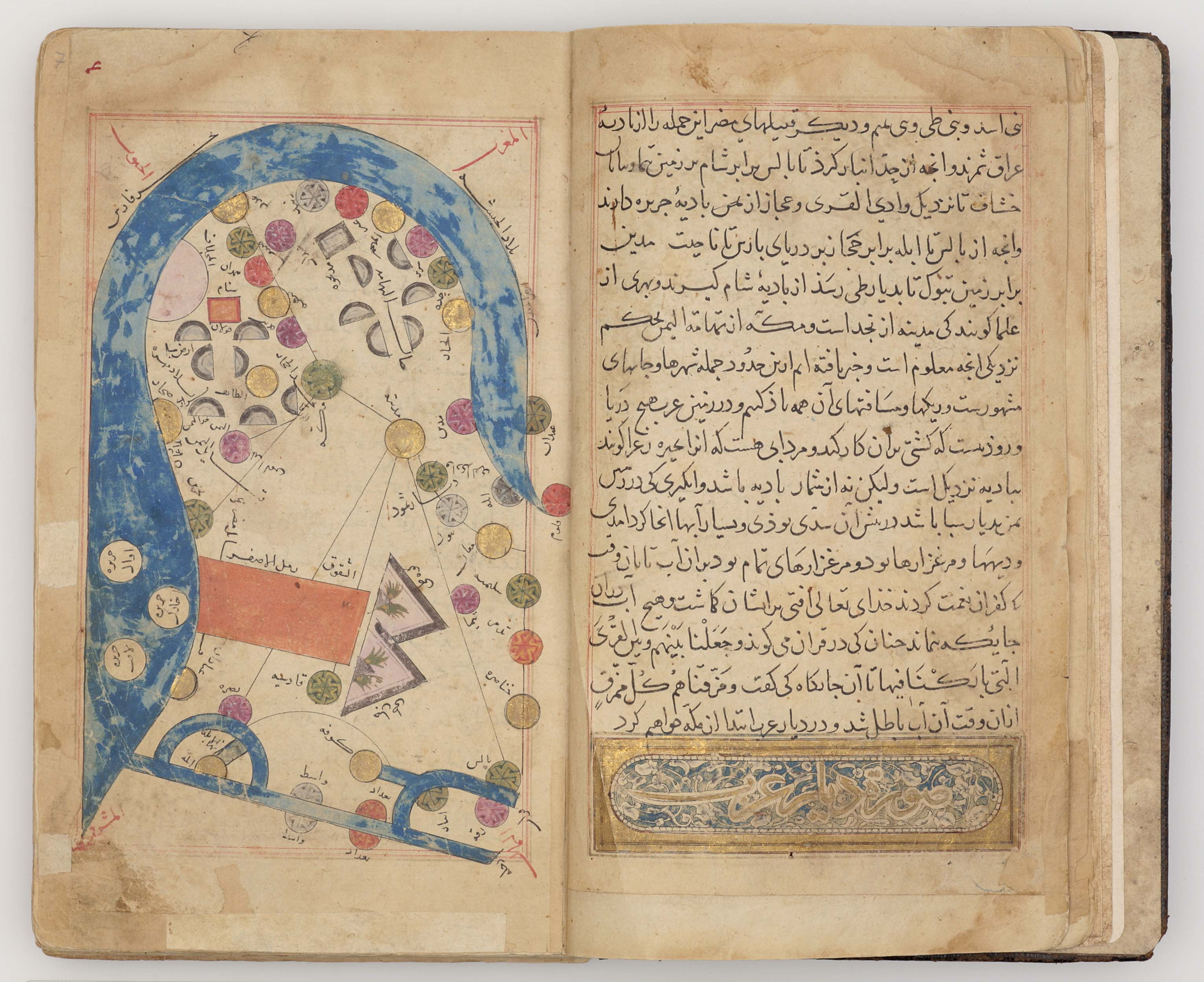
خريطة شبه الجزيرة العربية من كتاب المسالك والمماليك للاصطخري (نسخة مؤرخة إلى حوالي 1306 م)

علم المسالك والممالك هو عِلم جديد ظهر في العصر العباسي وحوالي سنة 232 هجرية وبعد قرن من تأسيس دولة بني العباس وتحديدا في عهد الخليفة المعتمد العباسي، حيث ظهر علم المسالك والممالك بوضع ابن خرداذبة متولى البريد والأخبار في بلاد الجبل في الذي ألف كتاب المسالك والممالك سنة[846 م].
وتطور هذالعلم على يد عدد من المؤلفين وكتاب الدواوين الذين كانت تتجمع بين أيدهم معطيات كثيرة عن الطرق والمسالك والخراج والواردات والنفقات، وأسماء المواضع. وبلغ هذا العلم ذروته في العصر المملوكي بموسوعة مسالك الأبصار في ممالك الأمصار ل ابن فضل الله العمري المتوفى سنة 749 هجرية [1338 م]، واختتم بكتاب زبدة كشف الممالك في بيان الطرق والمسالك ل خليل بن شاهين الظاهري المتوفى سنة 873 هجرية [1468 م]، الذي يعد آخر المصنفات العربية الإسلامية في هذا العلم.

## مشاهير علماء المسالك والممالك
من ابن خرداذبة إلى خليل بن شاهين الظاهري ظلت المؤلفات على كثرتها تحمل الاسم نفسه المسالك والممالك أو شيئاً قريباً من ذلك، مثل كتاب الجيهاني وابن حوقل والإصطخري والبكري الحسن بن أحمد المهلبي صاحب كتاب العزيزي الذي نقل ابن العديم عن المهلبي مقاطع مهمة تتعلق بحلب والثغور الشمالية قبل سقوطها نهائياً في يد البيزنطيين أواسط القرن الرابع الهجري. كما نقل عنه ياقوت الحموي في معجم البلدان وكذلك نقل عنه أبو الفداء في تقويم البلدان